# Ove Rodes Plads
Ove Rodes Plads er en plads på Østerbro i København, der ligger mellem Kanslergade og Borgmester Jensens Allé.
Pladsen fik sit navn i 1937, hvor den blev opkaldt efter den radikale politiker Ove Rode (1867-1933). Han er hyldet på pladsen med et monument af Adam Fischer fra 1938 med teksten:
”Mild med myndig malm hans stemme lød 

I en sværdtid gav han Danmark brød 

Folkets lune tankens klare ild 

Smelted’ sammen i hans væsens spil”
Monumentet består derudover af en granitstatue, der forestiller en arbejderkvinde med et lille barn på armen, samt et relief af Ove Rode i færd med at holde en tale. Bag de højstemte ord og symbolikken i skulpturen, gemmer der sig en taknemmelighed mod Rode, der som indenrigsminister under 1. Verdenskrig administrerede en socialt afbalanceret kriselovgivning, der hindrede hungersnød og anden elendighed.
Ud til den lille plads ligger det hus som statsminister Thorvald Stauning boede i, da han i en sen nattetime indgik Kanslergadeforliget. Ved forliget grundfæstedes den socialdemokratiske velfærdsstat. Adressen var oprindeligt Kanslergade 10, men da interessen for stedet blev for voldsom, beskyttede man beboerne mod al for megen nysgerrighed, og ændrede adressen til Ove Rodes Plads nr. 1. Stauning boede på 1. sal.
På den modsatte side støder bygningskomplekset Kanslergården op til pladsen. Komplekset er opført i 1936 og rummer 161 boliger med adresse til Kanslergade, Borgmester Jensens Allé og Jagtvej. Langs med Kanslergade og Jagtvej ligger desuden Kanslerhus, der er opført i 1920. Bygningen rummer 75 boliger og to erhvervslejemål fordelt på otte opgange. Kanslergade nr. 5 udfor pladsen er udsmykket med et søjlerelief omkring hoveddøren.